# قضاء الرمادي
قضاء الرمادي يقع وسط غرب العراق، ضمن محافظة الأنبار، يسكن فيه العديد من عشائر الدليم، تبلغ مساحته (8340) كم2.

## المدن والنواحي والمناطق التابعة لمدينة الرمادي
- الرمادي
- السجارية(جويبة)
- الحميرة
- الجزيرة(البوفراج -البوذياب-البوعيثة -البوعساف)
- الصوفية
- الخالدية
- الحبانية
- حصيبة الشرقية
- الثرثار
- الشامية (الطاش والعنكور)
- أبو الجير وجبهه (بنوكليب)
- البوعساف
- البوعلي الجاسم
- البونمر
- البوعيثة
- البوبالي
- الحامضية
- البوعبيد
- هيت
- البوعلوان

## مناطق واحياء المدينة
- مركز المدينة ويشمل احياء:
  - الشركة
  - الورار
  - المهندسين
  - الضباط الأولى
  - الضباط الثانية
  - 7 نيسان
  - الجمعية
  - الحوز
  - الثيلة
  - القدس
  - البوجليب
  - المخابرات
  - الملعب
  - الشرطة
  - العمارات السكنية في الورار
  - البو جابر
  - الجمهوري
  - الأندلس
  - المعلمين
  - البكر
  - العادل
  - الإسكان الأولى
  - الإسكان الثانية
  - العزيزية
  - القطانة
  - التاميم
  - 8شباط
  - 30تموز
  - الدواجن
  - العمارات السكنية اليابانية
  - القادسية الأولى
  - القادسي الثانية
  - حي الاكراد
  - الحي السكني في جامعة الانبار
  - العمارات السكنية الروسية
  - دور الضباط
  - دور نواب الضباط
  - دور السكك
  - منطقة الخمسة كيلو
  - المرور
  - الصوفية
  - البو علوان
  - البو محل
  - البو فهد
  - الجزيرة
  - البو ذياب
  - البو علي الجاسم
  - البو فراج
  - البو عيثة
  - البو شعبان
  - البو ريشة

## تاريخ المدينة
تأسست مدينة الرمادي في عهد الوالي العثماني مدحت باشا عام 1866م، ولكنها كانت مدينة مهملة ولم تكتشف أهميتها الا بعد الاحتلال البريطاني 1918 حيث تم اكتشاف طريق العراق شرق الأردن.
دخلتها القوات البريطانية في 29 ايلول 1917 بعد معركة قصيرة بين القوات البريطانية والحامية العثمانية في منطقة السجارية شرق المدينة.
وفي أثناء ثورة العراق 1920 ضد الوجود البريطاني شهدت المدينة عمليات ضد البريطانيين قامت بها عشائر الدليم منها اغراق مراكب بريطانية في نهر الفرات في منطقة البوعبيد. وسميت هذه المعركة معركة المراكب. قادها الشيخ نومان شيخ البوعبيد الدليم شرق المدينة، فضلا عن كونها مسرحا لعمليات الكر والفر بين قوات البريطانية والثوار من عشائر الدليم بقيادة الشيخ رشيد الصالح أبو زعيان العيثاوي والشيخ نجرس الكعود النمراوي والشيخ عفتان الشرقي.
وفي 1941 كانت المدينة ممرا لعبور القوات البريطانية المتوجهه نحو الحبانية موقع أحداث انتفاضة مايس 1941, كما شهدت المدينة ظهور الافكار القومية في تلك الفترة كافكار البعث والشيوعين والقوميين، وفي منتصف الخمسينات ظهر التيار الإسلامي الاخواني. إلا أن المدينة يسيطر عليها الطابع العشائري.
بقيت المدينة على حالها منذ الخمسينات وحتى الاحتلال الأخير، تعتبر المدينة من المدن القليلة التي لم تشترك في أحداث 1991 ضد الحكومة انذاك، الا انها شهدت انتفاضة قامت بها عشيرة البو علوان على اثر اعدام اللواء الطيار محمد مظلوم العلواني عام 1995.،
وتعتبر سنة 2000 فترة ذهبية للمدينة ابان تعيين المحافظ أحمد عبد الله صالح الذي اعاد للمدينة رونقها وظهرت بابهى صوة بعد فترات من الإهمال في ظا اتهامها من قبل السلطة بايواء المهربين ووتجار السلاح.
وفي حرب 2003 دخلت القوات الأمريكية إلى المدينة في 31/نيسان/2003 بعد اتفاق التسليم الذي جرى بين اللواء أحمد ثميل والقائد الأمريكي بعد أن سقطت الحكومة في بغداد.
وبعد 2003 بدأت صفحة جديدة من تاريخ المدينة تمثلت بايوء عناصر المقاومة منذ نيسان 2003 واستمرت فترة طويلة، وظهرت في المدينة عدد من الحركات المقاومة الوطنية منها والإسلامية كبدت القوات الأمريكية خسائر كبيرة جدا في الارواح والمعدات، ولم تخلو شاشات التفزة يوميا من مشاهد العجلات الأمريكية المحترقة في شوارع الرمادي. إلا أن الانعطافة في هذا المسار جاءت بداياتها بعد معركة الفلوجة الثانية، حيث بدأت عناصر تنظيم القاعدة تتوغل في المدينة، تلك العناصر المعروفة بتطرفها وتنفيذها اجندات خارجية، سيطرت عناصر القاعدة على المدينة بشكل كامل منتصف عام 2006، بعد أن تمكنت من القضاء على كافة الحركات الوطنية والإسلامية المقاومة الأخرى، فحولت عناصر القاعدة شوارع المدينة إلى مجازر لابنائها فضلا عن المعارك التي تخوضها ضد القوات الأمريكية والعراقية الامر الذي اضاف صعوبة أخرى على أبناء المدينة الذين وقعوا بين سندان القوات الأمريكية والعراقية ومطرقة القاعدة.
وبعد تشكيل مجلس صحوة الانبار اواخر 2006 بدأت عناصر الصحوة تفرض سيطرتها على المناطق تلو الأخرى، وفي كانون الأول 2006 سيطرت عناصر الصحوة على مناطق الجزيرة وال5كيلو، وفي شباط من عام 2007 سيطر على منطقة التاميم بعد معارك دامية استمرت احداها حوالي 8ساعات متوالية، وفي 4/نيسان/2007 اكملت قوات الصحوة والقوات العراقية والأمريكية السيطرة على المدينة بالكامل بعد السيطرة على اخر معاقل عناصر القاعدة وهو حي الضباط وحي الجمهوري.

## السكان والتقسيم الإداري
يقسم قضاء الرمادي إلى ثلاث نواحي هي :
1- ناحية الرمادي (المركز) (375,000 نسمة)
2- ناحية الحبانية (117,000 نسمة)
3- ناحية الوفاء (8,000 نسمة )

## أهم الشخصيات في المدينة
1- عبد السلام عارف رئيس جمهورية العراق من 1963-1966.
2-عبد الرحمن عارف رئيس جمهورية العراق من 1966-1968.
3- ناجي صبري الحديثي وزير خارجية العراق حتى الاحتلال 2003.
4-الدكتور عدنان محمد الدليمي رئيس جبهة التوافق العراقي السنية.
فضلا عن عدد من قادة الجيش العراقي السابق منهم العميد سعيد صليبي، والفريق أنور ثامر، والفريق أول الركن كمال جميل العاني، والعميد صعب الحردان، العقيد عبد الهادي صالح الحسن قيادي في انتفاضة المظلوم والمعتقل من قبل الاحتلال، فضلا عن عدد اخر من الضباط الاكفاء الذين تطول القائمة بهم.

## التعليم في المدينة
افتتحت أول مدرسة في الرمادي للبنين في 1919 تحت اسم مدرسة الرمادي (الرشيد حاليا)
اما أول مدرسة للبنات كان افتتحت في 1932 باسم مدرسة النهضة (أسامة بن زيد حاليا)
افتتحت في المدينة أول جامعة في 1987.
كما افتتحت فيها كلية اهلية عام 1993 باسم كلية المعارف.

## أهم مناطق واحياء المدينة
1- مركز المدينة ويشمل احياء:
الورار، المهندسين، الضباط الأولى، الضباط الثانية، 7 نيسان، الجمعية، الحوز، الثيلة، القدس، الشركة، المخابرات، الملعب، الشرطة، العمارات السكنية في الورار، البو جابر، الجمهوري، الأندلس، المعلمين، البكر، العادل، الإسكان الأولى، الإسكان الثانية، فضلا عن أقدم حيين في المدينة وهم العزيزية، القطانة.
2- منطقة التاميم والخمسة كيلو وتشمل احياء:
التاميم، 8شباط، 30تموز، الدواجن، العمارات السكنية اليابانية، القادسية الأولى، القادسي الثانية، حي الاكراد، الحي السكني في جامعة الانبار، العمارات السكنية الروسية، دور الضباط، دور نواب الضباط، دور السكك، منطقة الخمسة كيلو، المرور.
3- منطقة الصوفية والسجارية، وتشمل:
البو علوان، البو غانم، البو محل، البو فهد.
4- منطقة الجزيرة وطوي وتشمل:
البو ذياب، البو علي الجاسم، البو فراج، البو عيثة، البو شعبان، البو ريشة، البو كليب.

## أهم الاسواق في المدينة
1- السوق الرئيسي في المدينة الواقع بمركز المدينة بين العزيزية والقطانة.
2- سوق العصري حي المعلمين.
3- سوق الحي الجمهوري.
4- سوق الملعب.
5- سوق التاميم.
6- محلات الجملة في الخمسة كيلو.

## أهم الشوارع في المدينة
1- شارع المحافظة (الشارع العام)
2- شارع الاطباء.
3-شارع الاورزدي.
4- شارع السينما.
5-شارع ميسلون.
6- شارع 17 تموز.
7- شارع عمر .
8- شارع المستودع.
9- شارع عشرين.
10- شارع العام (الصناعة).
11- شارع حي العادل.
12-شارع الصوفية.
13- شارع عدنان خير الله (المحكمة)
14- شارع معمل الزجاج.
15- شارع السيراميك.
16- شارع القادسية.
17-شارع الشهيد علي العسافي.
18- الشارع الخدمي 5 كيلو.
19- الشارع الرئيسي في الخمسة كيلو(متجه نحو هيت).20- شارع المعارض(خاص بمعارض السيارات).

## أهم الجوامع والمساجد
يحتوي قضاء الرمادي على أكثر من سبعين جامعا ومسجدا وفيما يلي ذكر لبعض منها:
- جامع الرمادي الكبير
- جامع الدولة الكبير
- جامع الصديقة عائشة
- جامع فاطمة الزهراء
- جامع صلاح الدين الأيوبي
- جامع أهل البيت
- جامع محمد الفاتح
- جامع هارون الرشيد
- جامع القاضي
- جامع الفرج
- جامع الصوفية
- جامع الصالح
- جامع عمر بن الخطاب
- جامع معاوية بن أبي سفيان
- جامع الحق
- جامع القدس
- جامع الفرقان
- جامع الفاروق
- جامع الرحمن الرحيم
- جامع الرحمن
- جامع القيوم
- مسجد حي الأندلس
- جامع عباد الرحمن
- جامع الشيخ عبد القادر الكيلاني
- جامع بديع السموات والأرض
- جامع عبد الله بن أم مكتوم
- جامع المجيد
- جامع الرضوان
- جامع مالك بن أنس
- جامع آل هميم
- مسجد معمر بن راشد
- جامع منهاج النبوة
- مسجد محمد رسول الله
- جامع الحمد
- جامع محمد عارف
- جامع الحاجة مقبولة
- جامع حي المعلمين
- جامع الوارث
- جامع أسماء الله الحسنى
- جامع الشهيد خميس
- جامع عروة بن الزبير
- مسجد كامل جوير
- جامع الشهيد مجيد
- جامع العلي
- جامع العزيز الحكيم. ( بجانبه قاعة الحاج كسار، رحمه الله).
- جامع أبو موسى الأشعري
- جامع عبد الله بن عباس
- جامع الحسن بن علي
- جامع المتقين